# Salles-sur-l'Hers
Salles-sur-l'Hers é uma comuna francesa na região administrativa de Occitânia, no departamento de Aude. Estende-se por uma área de 19,31 km². Em 2010 a comuna tinha 720 habitantes (densidade: 37,3 hab./km²).